# Robert Kaliňák
Robert Kaliňák (ur. 11 maja 1971 w Bratysławie) – słowacki polityk i prawnik, wicepremier i minister spraw wewnętrznych w latach 2006–2010 oraz 2012–2018, wicepremier i minister obrony od 2023.

## Życiorys
Robert Kaliňák w 1995 ukończył prawo na Uniwersytecie Komeńskiego w Bratysławie. Od 1995 do 2002 pracował jako prawnik w prywatnych kancelariach adwokackich, w tym od 1999 praktykował jako adwokat.
W wyborach parlamentarnych w 2002 został wybrany do Rady Narodowej Republiki Słowacji z ramienia partii SMER. Zajmował w niej stanowisko przewodniczącego Komitetu ds. Obrony i Bezpieczeństwa. W wyniku wyborów w 2006 ponownie uzyskał mandat poselski. 4 lipca 2006 objął stanowisko wicepremiera i ministra spraw wewnętrznych w gabinecie Roberta Ficy. Objął także funkcję wiceprzewodniczącego partii SMER. Urząd ministra sprawował do 9 lipca 2010. W tym samym roku i ponownie w 2012 oraz w 2016 skutecznie ubiegał się o reelekcję do Rady Narodowej.
4 kwietnia 2012 w nowym rządzie Roberta Ficy po raz drugi został wicepremierem i ministrem spraw wewnętrznych. Stanowiska te utrzymał również w powołanym 23 marca 2016 trzecim rządzie tegoż premiera. 12 marca 2018, w okresie kryzysu związanego z zabójstwem dziennikarza Jána Kuciaka, zapowiedział swoją dymisję. Zakończył urzędowanie dziesięć dni później wraz z całym gabinetem.
W wyniku wyborów w 2023 powrócił do słowackiego parlamentu. 25 października 2023 powołany na wicepremiera oraz ministra obrony w czwartym gabinecie lidera swojego ugrupowania.
Stryj polityka Erika Kaliňáka.